# Gnoma sticticollis
Gnoma sticticollis là một loài bọ cánh cứng trong họ Cerambycidae.